# شانه‌موش بونتو
شانه‌موش بونتو (نام علمی: Ctenomys bonettoi) نام یک گونه از سرده شانه‌موش است.